# End of the Century
(da Do You Remember Rock 'n' Roll Radio?)
End of the Century è il quinto album del gruppo punk Ramones, uscito nel 1980 e prodotto da Phil Spector.
Joey Ramone era un grande fan di Spector, perché questi aveva lavorato con gruppi femminili e con i Beatles; il risultato della collaborazione fu un disco con sonorità e tematiche diverse da quelle usuali del gruppo e l'operazione ebbe anche un buon successo di critica e di vendite.

## Descrizione

### Registrazione
Le sedute di registrazione per il disco furono molto frustranti sia per il gruppo che per Spector. I membri della band ricordano che mentre sull'album sono accreditati ben cinque diversi studi di registrazione, in realtà tutte le session si tennero ai Gold Star Studios, gli stessi studi che Spector aveva usato negli anni Sessanta per produrre il suo caratteristico "Wall of Sound".
Il bassista Dee Dee Ramone riferì delle ossessionanti tecniche di registrazione di Spector: «Phil si sedeva davanti alla console e ascoltava in cuffia per ore e ore il suono delle batteria di Marky, nota per nota». Un'altra volta, Spector costrinse il chitarrista Johnny Ramone a suonare l'accordo di apertura di Rock 'n' Roll High School centinaia di volte.
All'inizio delle session, Spector spesso minacciava i Ramones con la pistola che teneva sempre con sé, tenendoli in ostaggio in studio. Secondo quanto raccontato da Dee Dee, quando Spector portò via Joey per una riunione di tre ore da qualche parte in casa sua, Dee Dee li andò a cercare. «La prima cosa che vidi fu Phil apparire in cima alle scale urlando e impugnando una pistola». Inoltre Dee Dee raccontò:
"Tu non vai da nessuna parte, Dee Dee" disse Phil.
Mi puntò la pistola al cuore e poi ordinò a me e al resto dei Ramones di tornare in sala di incisione... Mise via la pistola solo quando fu sicuro di essere protetto dalle sue guardie del corpo. Poi si sedette al pianoforte e ci costrinse ad ascoltarlo suonare e cantare Baby, I Love You fino alle 4:30 del mattino.»
(Dee Dee Ramone)
Dee Dee affermò di aver abbandonato le sedute di registrazione senza aver registrato niente. «Avevamo lavorato quattordici o quindici ore al giorno per tredici giorni e ancora non avevamo prodotto una sola nota di musica» scrisse nella sua autobiografia.
Tempo dopo Dee Dee ritrattò parzialmente questa affermazione, dicendo che l'unica canzone sull'album dove Johnny, lui e Marky non suonarono fu la cover di Baby, I Love You, perché la band, eccetto Joey, se ne era andata a casa dopo aver registrato le tracce base per i restanti brani del disco..
«Alla fine l'album costò circa 700.000 dollari dato che Phil non faceva altro che mixarlo e remixarlo» disse Joey Ramone. «Se fosse stato per lui avrebbe voluto remixare daccapo l'intero album ancora e ancora...Era una pazzia».

## Tracce
Tutti i brani sono stati scritti dai Ramones, eccetto dove indicato.
1. Do You Remember Rock 'n' Roll Radio? - 3:50 - (Ramones)
2. I'm Affected - 2:51 - (Ramones)
3. Danny Says - 3:06 - (Ramones)
4. Chinese Rock - 2:28 - (Dee Dee Ramone, Richard Hell)
5. The Return of Jackie and Judy - 3:12 - (Ramones)
6. Let's Go - 2:31 - (Ramones)
7. Baby, I Love You - 3:47 - (Phil Spector, Jeff Barry, Ellie Greenwich) (Dave Edmunds Cover)
8. I Can't Make It on Time - 2:32 - (Ramones)
9. This Ain't Havana - 2:18 - (Ramones)
10. Rock 'n' Roll High School - 2:38 - (Ramones)
11. All the Way - 2:29 - (Ramones)
12. High Risk Insurance - 2:08 - (Ramones)

Chinese Rock è una cover di Chinese Rocks scritta da Dee Dee Ramone e da Richard Hell nel 1976 per gli Heartbreakers. In questo album anche i Ramones la canteranno, cambiando però qualche parola: per esempio la versione originale diceva: Somebody calls me on the phone / They say hey hey is Dee Dee home, invece nella versione dei Ramones Dee Dee fu sostituito da Arty, che stava per "Arturo Vega", amico di lunga data dei Ramones. Quando Dee Dee lascerà il gruppo, Joey Ramone canterà sempre They say hey hey is Dee Dee home.
Danny Says fu scritta da Joey Ramone, alludendo al manager del gruppo, Danny Fields. 
The Return of Jackie and Judy è il seguito di Judy Is a Punk, canzone del primo album della band. La canzone parla anche qui della vita delle due ragazze.

## Tracce bonus
L'album è stato rimasterizzato nell'agosto del 2002 dalla Rhino Records con alcune tracce bonus:
1. I Want You Around (Soundtrack Version) – 3:05
2. Danny Says (Demo) – 2:19
3. I'm Affected (Demo) – 2:47
4. Please Don't Leave (Demo) – 2:22
5. All the Way (Demo) – 2:31
6. Do You Remember Rock 'n' Roll Radio? (Demo) – 3:43

## Formazione
- Joey Ramone - voce
- Johnny Ramone - chitarra
- Dee Dee Ramone - basso e voce d'accompagnamento
- Marky Ramone - batteria

### Musicisti aggiuntivi
- Dan Kessel - chitarra
- David Kessel - chitarra, basso
- Barry Goldberg - pianoforte, organo
- Steve Douglas - sassofono
- Jim Keltner - batteria

## Classifiche
L'album fu 44° nella Billboard Hot 100.

## Cover
Di Danny Says sono state fatte due cover: una dai Foo Fighters in Gabba Gabba Metal (un tributo metal ai Ramones) e l'altra da Tom Waits nel secondo album della sua raccolta Orphans.